# Heiia
Heʻeia est un census-designated place du comté d'Honolulu  sur l’île d’Oahu à Hawaï.

## Démographie
| 2000   | 2010  | - | - | - | - |
| ------ | ----- | - | - | - | - |
| 12 142 | 4 963 | - | - | - | - |